# Ana María Navales
Ana María Navales Viruete (Zaragoza, 31 de mayo de 1935 - Borja, Zaragoza, 11 de marzo de 2009) fue una escritora e investigadora española, autora de varias novelas, relatos y libros de poesía. Fue una destacada especialista en literatura escrita por mujeres, y, muy especialmente, en la obra de Virginia Woolf.

## Trayectoria
Estudió Filosofía y Letras en la Universidad de Zaragoza, donde se doctoró con una tesis sobre la novela epistolar y en la que fue posteriormente profesora de Literatura Hispanoamericana. Dirigió la sección literaria del Instituto de Estudios Turolenses. Fundó la revista de poesía Albaida (1977-1979) y fue codirectora de la revista cultural Turia.
Falleció en Borja (Zaragoza), el 11 de marzo de 2009.

## Reconocimientos
- Premio San Jorge (1978) por Del fuego secreto
- Accésit del Adonáis (1978) por Mester de amor.[3]
- Premio José Luis Hidalgo (1983) por Nueva, vieja estancia.
- Premio Antonio Camuñas (1985) por El laberinto del Quetzal.
- Premio Sial de Ensayo (2000) por La lady y su abanico.
- En 2001, el Gobierno de Aragón le concedió el primer Premio de las Letras Aragonesas.[4]

## Obras

### Poesía
- En las palabras (1970).
- Junto a la última piel (1973).
- Restos de lacre y cera de vigilias (1975).
- Del fuego secreto (1978). Premio San Jorge.
- Mester de amor (1979). Accésit del Premio Adonais.
- Los espías de Sísifo (1981).
- Nueva, vieja estancia (1983). Premio José Luis Hidalgo.
- Los labios de la luna (1989).
- Los espejos de la palabra. Antología personal (1991).
- Hallarás otro mar (1993.
- Mar de fondo (1978-1998) (1998).
- Escrito en el silencio (1999).
- Contro le parole (Contra las palabras), edic. bilingüe español-italiano de Emilio Coco (Bari, 2000).
- Quel luengo albeggiari.
- Write the Life (edic trilingüe inglés-español-búlgaro, Sofía, 2002.
- Lo que la vida oculta (Málaga, 2004).
- Travesía del viento. (Poesía 1978-2005) (Calambur, 2006).

### Relato breve
- Dos muchachos metidos en un sobre azul (1976).
- Paseo por la íntima ciudad y otros encuentros (1987).
- Koto la muñeca japonesa (1988).
- La grande aventure de Seankatzah le chal. Cante multitudinaire par F. Satereau (1990). En colaboración H. Guedon.
- Cuentos de Bloomsbury (Edhasa, 1991; Calambur 1999, Calambur 2003), traducido al búlgaro, francés y al inglés
- Zacarías, rey (El fantasma de la glorieta, 1992)
- Tres mujeres (Huerga&Fierro, 1995)
- Cuentos de las dos orillas (Prames, 2001)

### Novelas
- El regreso de Julieta Always (Bruguera, 1981).
- La tarde de las gaviotas (Unali, 1981).
- Mi tía Elsa (1983).
- El laberinto del quetzal. Premio Antonio Camuñas 1984 (Hiperión, 1985;  Calima, l998)
- La amante del mandarín (Sial, 2002).

### Ensayo
- "Cuatro novelistas españoles (Daniel Sueiro, Aldecoa, Delibes, Francisco Umbral)" (Editorial Fundamentos, 1974)

- La lady y su abanico. Acercamiento a la literatura femenina del S. XX. (De Virginia Woolf a Mary McCarthy) (Sial Ediciones, 2000). Premio Sial de Ensayo 2000.

- Mujeres de palabra: de Virginia Woolf a Nadine Gordimer (2006).